# Маргарет Мадзантіні
Маргарет Мадзантіні (італ. Margaret Mazzantini; *27 жовтня 1961, Дублін) — італійська кіноакторка і письменниця. Мадзантіні почала свою кіно кар'єру в 1980 році, знявшись у культовій класиці жахів Антропофагус, також вона з'являлась на телебаченні та у театрі. Її роман Non ti muovere (Не йди) був адаптований у однойменний фільм Не йди, режисером якого став чоловік Маргарет Мадзантіні Серджіо Кастеліто, за участі Пенелопи Крус. 
Отримала низку премій і номацій, а саме Золотий квиток і Премію Гойя.

## Біографія
Мандзантіні народилась у Дубліні, Ірландія, в сім'ї Карло Мадзантіні, італійського письменника і художника, та Анн Донелі, ірландської художниці. Дитинство вона провела подорожуючи навколо Європи, Іспанії, та Танжеру, доки її сім'я оселилась у Тіволі, Італія. У 1982 році вона закінчила Академію театрального мистецтва у Римі.

## Особисте життя
У 1987 році Маргарет вийшла заміж за Серджіо Кастеліто. Вони виховують четверо дітей, П'єтро (р.н. 1992), Марія (1997), Анна (2001) і Чезаре (2006). Вона проживає у Римі.
У 2003 році вона була нагороджена орденом «За заслуги перед Італійською Республікою» , ініційованим президентом Республіки.